# 비너스 (2006년 영화)
비너스(Venus)는 영국에서 제작된 로저 미첼 감독의 2006년 코미디, 드라마, 멜로/로맨스 영화이다. 피터 오툴 등이 주연으로 출연하였고 케빈 로더 등이 제작에 참여하였다.

## 출연

### 주연
- 피터 오툴

### 조연
- 레슬리 필립스
- 조디 휘태커
- 리처드 그리피스
- 버네사 레드그레이브

## 제작진
- Line PD: 로자 로메로
- 미술: 존 폴 켈리
- 의상: 나탈리 워드
- 세트: 소피 필립스
- 배역: 피오나 와이어